# Stranger on the Shore
A Stranger on the Shore Acker Bilk egy klarinétra írott 1961-es szerzeménye, melynek eredeti címe Jenny volt, a kislányának a neve. A  Columbia Records adta ki. A lemez B oldalán a Take My Lips c. szám van.
A BBC egy fiataloknak szánt tévésorozata kísérőzeneként használta ezt a számot. A sorozat címe Stranger on the Shore volt. A dal ezen a címen lett aztán népszerű. Az Egyesült Államokban slágerlista vezető lett, az Egyesült Királyságban pedig második volt.
1969 májusában az  Apollo-10 egyik űrhajósa, Gene Cernan egy kazettán magával vitte a Holdra és ezt a dalt hallgatta a parancsnoki modulban.
A szerzeményt sokan feldolgozták. Például Andy Williams és The Drifters szöveggel énekelte, és megszólalt filmekben, különböző műsorokban is.